# Movila (Ialomița)
Movila é uma comuna romena localizada no distrito de Ialomiţa, na região de Muntênia. A comuna possui uma área de 75.39 km² e sua população era de 2041 habitantes segundo o censo de 2007.